# Christelijke vlag

Christelijke vlag

De christelijke vlag is een vlag ontworpen om als symbool te kunnen dienen voor het hele christendom. De vlag wordt in praktijk enkel gebruikt door protestantse kerken in Noord-Amerika, Afrika en Zuid-Amerika. De vlag heeft een wit veld, met een rood kruis in een blauw kanton. De specifieke kleuren en verhoudingen van de vlag zijn niet vastgesteld.

## Oorsprong
De vlag werd voor het eerst beschreven op 26 september 1897 in New York in de Verenigde Staten, toen een leerkracht van een zondagsschool, Charles C. Overton, gedwongen was om een speech te improviseren toen een gastspreker niet was komen opdagen. Overton zag een Vlag van de Verenigde Staten in de kapel hangen (een veel voorkomende gewoonte in de VS), en vroeg de klas hoe een vlag van het christendom er uit zou zien.
Overton dacht jaren na over deze speech, en in 1907 ontwierpen hij en Ralph Diffendorfer de vlag, en begonnen die voor te stellen aan het grote publiek.

## Symboliek
De christelijke vlag werd gebaseerd op de vlag van de Verenigde Staten, waaraan zij de kleuren en de algemene structuur ontleent. Elementen van de vlag stellen echter christelijke concepten voor.
Het kruis in de vlag is het universele symbool van het christendom. De rode kleur stelt het bloed van Jezus voor, die gestorven is om de mensheid van haar zonden te redden. Het witte veld stelt zuiverheid en vergeving voor. De symboliek achter het blauwe kanton is onzeker. Het zou de hemel, de waarheid of het doopsel kunnen voorstellen. Waarschijnlijk is het echter gewoon overgenomen uit de Amerikaanse vlag.
De vlag is niet gekoppeld aan een bepaalde tak van het christendom, en stelt dan ook de eenheid van alle christenen voor.

## Gebruik
De christelijke vlag werd buiten Noord-Amerika verspreid door protestantse missionarissen. Vandaag wordt de vlag binnen en buiten vele protestantse kerken in Afrika en Amerika gezien. Tot nu toe wordt de vlag nog niet veel in Europa gebruikt. Katholieke en Orthodoxe Kerken gebruiken de vlag niet. De Katholieke kerk gebruikt doorgaans de Vlag van Vaticaanstad.